# Royal Philharmonic Orchestra

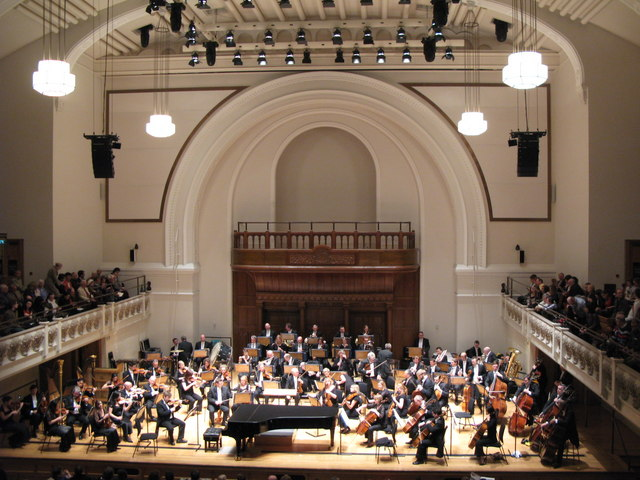
RPO på Cadogan Hall, dess hem sedan 2004.

Royal Philharmonic Orchestra (RPO) i London organiserades 1946 av Sir Thomas Beecham som permanent symfoniorkester för Royal Philharmonic Society. Detta sällskap bildades 1813 av professionella musiker för att framföra och främja instrumentalmusik av olika orkestrar. RPO hade fore Cadogan Hall sin hemvist i Royal Festival Hall i London.

## Historik
I sina tidiga dagar säkrade RPO lönsamma skivkontrakt och viktiga uppdrag, inklusive Glyndebourne Festival Opera och konserter i Royal Philharmonic Society. Efter Beechams död 1961 minskade orkesterns tillgångar kraftigt och man kämpade för att överleva fram till mitten av 1960-talet, då dess framtid säkrades efter en rapport från Arts Council rekommenderat den för offentligt stöd. Ännu en kris uppstod samtidigt när det verkade som att orkesterns rätt att kalla sig "Royal" kunde komma att återkallas.
Efter Beechams död har RPO har haft sju chefsdirigenter, däribland Rudolf Kempe,  Antal Doráti, André Previn och Vladimir Ashkenazy, samt från 2013 den nuvarande (2015) Charles Dutoit. Andra nära anknutna till orkestern har inkluderat Sir Charles Groves, Sir Charles Mackerras, Peter Maxwell Davies, Yehudi Menuhin och Leopold Stokowski. Från dess tidigaste dagar har orkestern varit aktiv i inspelningsstudior för filmmusik och grammofoninspelningar.

## RPO i våra dagar
RPO ger en årlig serie konserter på Festival Hall och sedan 2004 har man en permanent bas i Cadogan Hall, en tidigare kyrka i Chelsea, omvandlas till en 900-platsers konsertsal och repetitionslokal. På Royal Albert Hall i London ger RPO föreställningar som sträcker sig från storskaliga kör- och orkesterverk till kvällar med populära klassiker.
Orkestern har ett regionalt turnéprogram på platser över hela Storbritannien, och har etablerat residens i Aylesbury, Crawley, Croydon, Dartford, High Wycombe, Ipswich, Lowestoft, Northampton och Reading. RPO turnerar även regelbundet utomlands. Sedan 2010 har man spelat i Azerbajdzjan, Kanada, Kina, Tyskland, Italien, Japan, Ryssland, Spanien och USA. Under 2010-11 och två efterföljande säsonger var RPO den inhemska orkestern för en serie konserter i Montreux, Schweiz.
Orkesterns samhälls- och utbildningaaktiviteter har fortsatt in på 2000-talet. I maj 2013 fick sex ungdomsensembler från Londons stadsdelar och en 3500 personer stark kör av barn från lokala grundskolor chansen att uppträda tillsammans med medlemmar i RPO på Albert Hall.